# ميثيل حلقي البنتان
ميثيل حلقي البنتان هو مركب عضوي صيغته C6H12، ويوجد على شكل سائل عديم اللون.
يعد هذا المركب مشتقاً من مركب حلقي البنتان، حيث يكون مستبدلاً بمجموعة ميثيل.

## الوفرة
يوجد المركب في قطفة النفثينات في النفط.

## الخواص
لا تكون بنية ميثيل حلقي البنتان مستوية بشكل تام، وبذلك تحدث عملية تخفيف لإجهاد الحلقة.

## الاستخدامات
يحول المركب في معامل الصناعات النفطية بعملية إصلاح حفزي إلى بنزين.

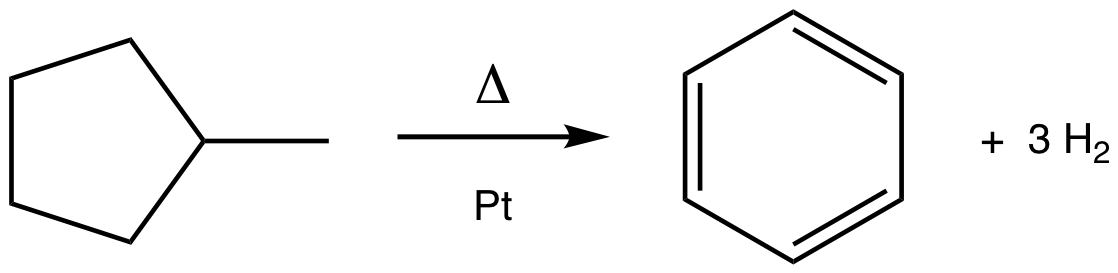
مخطط تمثيلي لتحويل ميثيل حلقي البنتان إلى حلقة بنزين